# CD Progresso do Sambukila da Lunda Sul
Maillots
Le Progresso da Lunda Sul est un club de football angolais basé à Saurimo.